# Tuk (Steenwijkerland)
Pour les articles homonymes, voir Tuk.
Tuk est un village dans la commune néerlandaise de Steenwijkerland, dans la province d'Overijssel. Le 1er janvier 2006, le village comptait 1 490 habitants.